# ローカルワークス
株式会社ローカルワークス（英: Local Works Inc.）は、東京都品川区に本社を置き、リフォーム会社と依頼者とのマッチングを提供するサービス『リフォマ』を運営する日本の企業。

## 概要
2014年2月に代表の清水勇介によって設立された日本のスタートアップ企業。
「建設業界の情報格差を解消し、事業者が適切な評価を基に選ばれる世界を作る」ことをビジョンに掲げ、現在大きく3つの事業を推進し、またサービスを運営している。
- 定額リフォームB2C比較サイト『リフォマ』
- 建築業界のB2Bマッチングプラットフォーム『ローカルワークス サーチ』
- 建築事業者間の決済代行・保証サービス『ローカルワークス ペイメント』

## 沿革
- 2014年2月24日：株式会社ローカルワークス設立。→ localworks.jp（総合的なlocalな依頼をうけるService）リリース
- 2015年9月： Reapra Venturesより4,000万円を資金調達
- 2016年
  - 2月：定額リフォームB2C比較サイト『リフォマ』サービス開始[3]。
  - 7月：「リフォマ」の加盟企業数が200社を突破。日本ベンチャーキャピタル、ニッセイ・キャピタルより1億円を資金調達。
- 2017年4月：株式会社Casaと業務提携。リフォマで賃貸住宅オーナーの経営をサポート[自社 1]。
- 2018年
  - 4月：日本ベンチャーキャピタル、住友林業、SMBCベンチャーキャピタル、オークファンより総額2.1億円を資金調達[4]。
  - 7月：日本政策投資銀行より7,000万円を資金調達。
  - 9月：建設業者間のマッチングプラットフォーム『ローカルワークスサーチ』を提供開始。
  - 11月
    - 建設業界初の保証付き決済代行サービス『ローカルワークスペイメント （Local Works Payment）』を提供開始。
    - 中小零細事業者向け売掛け保証『あんしん回収保証』を提供開始[自社 2]。
- 2019年
  - 5月：ローカルワークスサーチのビジネスモデルを変更。
  - 8月：単月黒字化を達成
- 2020年
  - 3月：Reapra Venturesより4,000万円を資金調達。
  - 4月：リモート勤務体制に移行。

### 自社資料、プレスリリース
1. ↑  “ABOUT”.   ローカルワークス. 2019年1月28日閲覧。
2. ↑  “建設業界初！株式会社ローカルワークスが業界特化型、中小零細事業者向け売掛保証「あんしん回収保証」を提供” (PDF).   ローカルワークス (2018年11月21日). 2019年1月29日閲覧。

### その他
1. 1 2  株式会社ローカルワークス 第7期決算公告
2. ↑  “ローカルワークス清水勇介氏(コーポレートディレクション出身の起業家)”. コンサル業界ニュース.   ワークスタイルラボ (2016年4月21日). 2019年1月29日閲覧。
3. ↑  “新ポータル「リフォマ」誕生、固定費月1万円”. リフォーム産業新聞. (2016年2月9日) 2019年1月29日閲覧。
4. ↑  “ITで建設業界の「人」と「お金」の課題解決へ、ローカルワークスが住友林業などから約2.1億円を調達”. TechCrunch Japan (2018年4月10日). 2019年1月28日閲覧。